# 3. ваздухопловни корпус
3. ваздухопловни корпус био је корпус Ратног ваздухопловства Југословенске народне армије. Формиран је по наредби од 24. јула 1949. године као 3. мешовити авијацијски корпус. Команда корпуса била је у Загребу.
Корпус мења назив из мешовитог авијацијског у ваздухопловни 1953. године.
Средином 1959. године овај корпус је расформиран по наредби од 27. јуна исте године према плану реорганизације Дрвар.

## Организација

### Потчињене јединице
Авијацијске јединице
- 21. ваздухопловна мешовита дивизија
- 32. ваздухопловна ловачко-бомбардерска дивизија
- 37. ваздухопловна ловачко-бомбардерска дивизија
  - 184. извиђачки авијацијски пук
  - Ескадрила за везу 3. ваздухопловног корпуса

Ваздухопловно-техничке јединице
- 34. ваздухопловна зона

Јединице ВОЈИН
- 275. пук ВОЈИН

Јединице везе
- 289. батаљон везе

Инжињеријске јединице
- 379. инжињеријски батаљон

## Команда корпуса

### Команданти корпуса
- генерал-потпуковник Владо Малетић
- генерал-потпуковник Виктор Бубањ

### Политички комесари корпуса
- мајор Бранко Боројевић
- пуковник Иван Долничар

### Начелници штаба корпуса
- пуковник Матија Петровић
- пуковник Милан Тојагић[2]